# Luciano Petech
Luciano Petech (Trieste, 8 giugno 1914 – Roma, 29 settembre 2010) è stato un orientalista e storico delle religioni italiano.
Studioso della storia himalayana e delle prime relazioni tra Tibet, Nepal e Italia, fu ordinario di Storia dell'Asia orientale all'Università di Roma dal 1955 al 1984. È il più famoso degli studenti di Giuseppe Tucci.

## Biografia

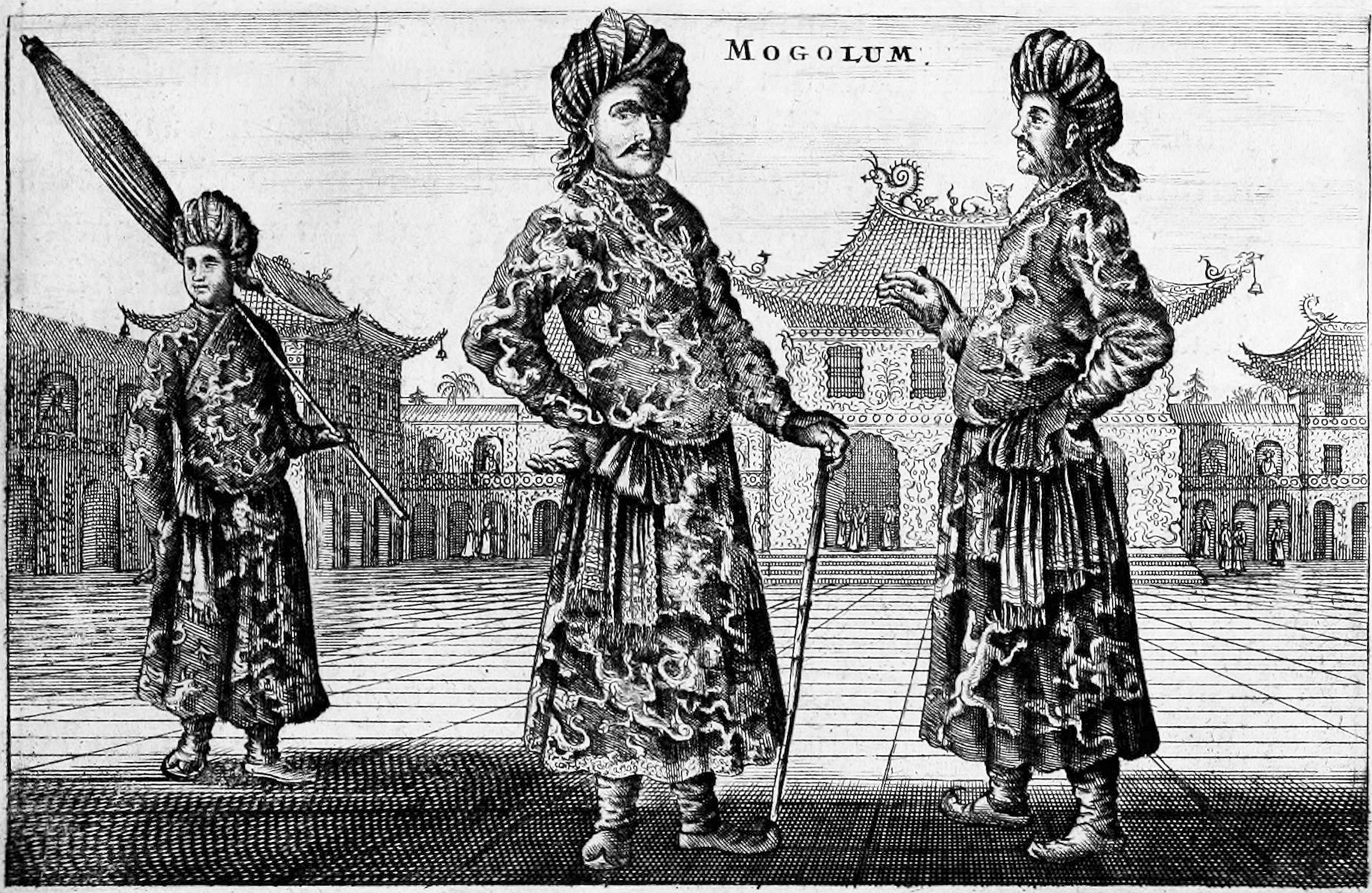
Una delegazione proveniente dalle Regioni Occidentali, vista a Pechino da Johan Nieuhof nel 1656, che li scambiò per emissari dei Moghul dell'India. Petech pensa che i delegati fossero invece visitatori di Turfan nel Moghulistan.

Luciano Petech nacque nel 1914 e si ritirò nel 1984. Apprese quasi tutte le lingue europee, compreso il latino, nonché il tibetano, il cinese, il giapponese, il newari, il sanscrito, l'arabo, l'hindi e l'urdu. Il suo dono per le lingue e la sua produzione sull'Asia sarebbero state considerate prodigiose, se non fosse stato per il suo predecessore in questo campo, Giuseppe Tucci. Tucci fu descritto, nel centenario della sua nascita, come “una sorta di Mozart della filologia classica” (La Stampa, 2 giugno 1994: p. 19), un ragazzo prodigio che scrisse il suo primo articolo erudito a 17 anni. Tucci insegnò all'Università Visva-Bharati di Rabindranath Tagore vicino a Calcutta durante gli anni venti, visitò il Tibet per la prima volta nel 1929 e fondò poi, insieme a Giovanni Gentile, l'Istituto Italiano per il Medio ed Estremo Oriente di Roma nel 1933.
Petech si riferisce al suo mentore come al “mio guru e amico” (ad es. 1958: p. vii). Secondo de Jong:

"Petech studiò dapprima arabo, ma nel 1934 cominciò a seguire le lezioni di Tucci e decise di cambiare la direzione dei suoi studi. Ben presto padroneggiò il tibetano e, seguendo il consiglio di Tucci, studiò le cronache del Ladakh." (Indo-Iranian Journal, 40/4 (1997): p. 404)

Come Petech notò in seguito, questo lavoro “sembrò riempire un bisogno reale, e continuò a dare frutti per parecchi anni” (Petech 1977: p. xi). Quest'opera era una storia politica del Ladakh, piuttosto che una culturale, come fu la successiva monografia che pubblicò 40 anni più tardi. In quest'ultima opera egli afferma che la storia culturale era stata volutamente esclusa, in quanto era trattata molto più adeguatamente da David Snellgrove (1977: p. xi).
Petech cominciò la sua carriera didattica in India a 25 anni, come lettore d'italiano all'Università di Allahabad dal 1938 al 1946. Il suo primo articolo registrato è per il Calcutta Review nel 1939. Il suo tema erano i drammi e le storie del grande autore italiano Luigi Pirandello, che era recentemente morto due anni dopo aver ricevuto il Premio Nobel per la letteratura. Egli afferma che “la gente” in Italia aveva ingiustamente voltato le spalle all'intellettuale Pirandello perché non era rappresentativo dei tempi (Petech 1939: p. 13) e non parlava ai loro cuori (idem: p. 24). Si potrebbe sostenere che questo sia altresì valido per l'opera di Petech.
Con lo scoppio della seconda guerra mondiale, poiché era un italiano nell'India britannica, Petech trascorse la maggior parte di quel periodo in un campo di concentramento civile. Come Giuseppe Tucci, che aveva letto i testi sanscriti all'inizio dei suoi vent'anni, nelle trincee della prima guerra mondiale (La Stampa, 2 giugno 1994: p. 19), Petech usò questo periodo per studiare la letteratura tibetana e scrivere un articolo sul sistema cronologico degli Annali blu del XV secolo del Tibet.
Petech ritornò in Europa nel 1947, ad incarichi provvisori di insegnamento all'Istituto Universitario Orientale di Napoli e all'Università di Roma. Per i successivi otto anni scrisse 30 articoli di varia lunghezza sull'Asia, sempre incentrati sull'incontro di diverse culture dell'Asia o dell'Europa, nelle aree confinanti con l'India.
Dal 1955 al 1984 tenne la cattedra di Storia dell'Asia Orientale all'Università di Roma, pubblicando 14 libri e oltre 80 articoli sull'Asia. Alla fine di questo periodo, la prefazione all'antologia dei suoi articoli scelti, fatta per celebrare il suo ritiro, elogiò “il suo giudizio obiettivo, calmo e assennato, la sua disponibilità a cooperare e la sua erudizione” (Petech 1988: p. viii).
Questi tratti sono evidenti nei suoi molti libri. Nei suoi libri sul Ladakh, sul Nepal e sul Tibet dai tempi medievali a quelli moderni, il suo approccio ha l'aspetto esteriore della “storia” — non ostacolato dalla filosofia o dalla superstizione — dischiuso attraverso un serio impegno critico con le fonti storiche che sono descritte prima di uno qualsiasi degli eventi in esse illustrati.
Egli condivide il vasto interesse geografico di Tucci, ma senza le “grandi” idee, come la monarchia sacra in Tibet, che hanno creato paradigmi per lo studio dell'Asia. Dei suoi libri, soltanto Central Tibet and the Mongols, pubblicato nel 1990, sei anni dopo il suo ritiro, contiene un capitolo conclusivo; e questo consiste di eleganti osservazioni piuttosto che di una qualsiasi grandiosa teoria. Si tratta invece di chiare visioni d'insieme degli alti e bassi del potere mondano nelle istituzioni regali o religiose in certi momenti della storia noti soltanto vagamente ad altri storici.
Oltre a questo, in opere come quella in sette parti I Missionari Italiani nel Tibet e nel Nepal, c'è il senso di una sorta di vocazione religiosa al dialogo con l'“Oriente”, che non è di natura missionaria ma piuttosto ambasciatoria. Egli sembra un inviato himalayano a Roma, che fornisce incisivi resoconti delle missioni politiche o religiose altrui.
Qualsiasi dialogo tenta un incontro di orizzonti tra le due parti, ma è sostenuto o minacciato da un'interazione che spinge alla cooptazione culturale dell'altro. Le monografie di Petech tentano di portare la storia himalayana alla luce della storia mondiale. Questo fine fu sempre da apprezzare e, come notò Herbert Franke nel 1950 quando Petech pubblicò “China and Tibet in the early 18th century”,
Può essere considerata una coincidenza fortunata... proprio ora che il governo cinese tenta di stabilire di nuovo la sua sovranità sul paese delle nevi perché metterà il lettore in condizione di ottenere una chiara nozione di come ebbe origine il protettorato cinese in Tibet. (Franke 1950)
Questi sono sentimenti con i quali molti sarebbero totalmente d'accordo. Tuttavia, i primi tentativi di Petech tendono anche a includere eventi specifici all'interno di cornici esplicative occidentali. Nel 1947 scrisse:

"Riguardo al Ladakh, c'è poco da dire. Esso soffrì il fato di tutti i paesi che tentarono di costruire un impero senza quell'indispensabile fondamento, una popolazione del paese d'origine sufficientemente grande." (1988 [1947]: p. 39)

Questo tentativo di universalizzare il processo di costruzione dell'impero ha anche connotazioni politicamente tendenziose in un periodo in cui l'Italia aveva da poco fallito la riconquista dell'Impero romano, ostacolata dalle potenze imperiali in declino di Gran Bretagna e Francia e dal nuovo impero, l'America.
Quando riprese il tema del Ladakh nel 1977, ammise che “ho trovato il mio primo sforzo disperatamente obsoleto” (1977: p. xi). La sua seconda trattazione è più sfumata, e spiega finalmente il crollo del potere ladakhiano con maggiore enfasi sull'eccessivo impegno economico (idem: p. 79).
Central Tibet and the Mongols, il più recente studio di Petech della lunghezza di un libro, ha un tono narrativo scritto più fluidamente, incentrato sui personaggi e più descrittivo. È tuttora autorevole, e ha soppiantato naturalmente il lavoro di Tucci sullo stesso periodo. Come scrisse Elliot Sperling nella sua recensione del 1995:

"...fin dalla pubblicazione nel 1949 dei rotoli dipinti tibetani di Giuseppe Tucci [e in] assenza di una qualsiasi monografia unica dedicata al pubblico, quest'ultima opera fu spesso assunta come la principale fonte secondaria sull'argomento... [Mentre] Central Tibet and the Mongols è un'opera relativamente breve e lascia alcuni argomenti non completamente esplorati... [essa] è ora la fonte secondaria essenziale alla quale devono rivolgersi gli studenti delle relazioni Yuan-tibetane." (Journal of the American Oriental Society, 115.2 (1995): pp. 342–3)

Questo è indubbiamente un testamento al lavoro eccezionale di questo che fu il più talentuoso degli allievi di Tucci. Resterà da vedere se, come nel suo epitaffio per Pirandello (Petech 1939: p. 25), il “Petechismo” morirà con Petech, “in quanto uno dei migliori autori italiani del ventesimo secolo, ma non l'iniziatore di una nuova scuola” (ibid.)
I più eminenti studenti di Petech sono Piero Corradini per gli studi asiatico-orientali ed Elena De Rossi Filibeck e Giacomella Orofino per gli studi tibetani.
Luciano Petech morì nella sua casa il 19 settembre 2010.

## Opere
- Luciano Petech, Il Tibet, Torino, UTET, 1970.
- Luciano Petech, India - Tibet, Milano, Vallardi, 1960.
- Luciano Petech, Indonesia, Milano, Francesco Vallardi, 1960.
- Luciano Petech, Asia Centrale, Milano, Vallardi, 1960.
- Luciano Petech, Storia del subcontinente indiano, Roma, Casini, 1956.
- Luciano Petech, Asia Orientale nella storia euro-asiatica, Roma, Istituto italiano per il Medio ed Estremo Oriente, 1955.
- Luciano Petech, Gandhi (1869 - 1948), Roma, G. Bardi, 1948.